# 샤프디밸롭
샤프디밸롭(SharpDevelop, #develop)은 지금은 개발이 중단된 닷넷 프레임워크, 모노, Gtk샤프, 글레이드샤프 플랫폼용 자유-오픈 소스 통합 개발 환경(IDE)이다. C 샤프, 비주얼 베이직 닷넷, Boo, F 샤프, IronPython, IronRuby 프로그래밍 언어의 개발을 지원한다.

## 같이 보기
- 마이크로소프트 비주얼 스튜디오
- 닷넷 프레임워크
- 소프트웨어 개발 키트